# Subsilvano
El subsilvano (en romanche: sutsilvan) es un dialecto o variante de la lengua romanche. Se utiliza en el Domleschg, en el Heinzenberg, en el Schams y en el Val Ferrera del cantón suizo de los Grisones. 
La primera versión escrita de esta variante data de 1601, cuando el maestro Daniel Bonifazi (1574–1639), activo en el castillo de Fürstenau, redactó un catecismo concebido para uso escolar. Empero, en la actualidad, a nivel escolar solo se utiliza en la localidad de Donat. Hay dialectos emparentados con el subsilvano que se hablan en la región de Imboden (Plaun), no obstante lo cual, en dicha zona se utiliza el suprasilvano como variante escrita. 
La Lia Rumantscha tiene a su cargo la edición de las obras literarias más notables en este dialecto.